# Copa Martini & Rossi
|  | No s'ha de confondre amb Trofeu Martini & Rossi. |

Amb el nom de Copa Martini & Rossi es coneixen diversos partits de caràcter amistós que organitzà el FC Barcelona als anys 40 i 50 i on el Barça s'enfrontà a diversos clubs europeus de renom. Els partits es disputaren al camp de Les Corts.
El vencedor d'aquests partits rebia una copa que havia estat donada per l'empresa italiana de begudes Martini Rossi. Sovint el partit serví també d'homenatge a algun jugador, o per tancar la temporada del club o com a partit de celebració durant les festes de Nadal.

## Historial
| Data                                          | Campió       | Resultat                                                                      | Referències               |
| --------------------------------------------- | ------------ | ----------------------------------------------------------------------------- | ------------------------- |
| 25 de desembre de 1948 26 de desembre de 1948 | FC Barcelona | FC Barcelona 1 - 1 Akademisk Boldklub · FC Barcelona 2 - 1 Akademisk Boldklub | [ 1 ] [ 2 ]               |
| 12 de juny de 1949                            | FC Barcelona | FC Barcelona 3 - 1 Futebol Clube do Porto                                     | Homenatge a Josep Escolà  |
| 4 de juny de 1950                             | FC Barcelona | FC Barcelona 2 - 1 Torino Calcio                                              | [ 5 ] [ 6 ]               |
| 15 de juny de 1952                            | FC Barcelona | FC Barcelona 8 - 2 OGC Nice                                                   | Homenatge a Ramon Llorens |
| 25 de desembre de 1952                        | FC Barcelona | FC Barcelona 5 - 2 Kickers Offenbach                                          | [ 9 ] [ 10 ]              |
| 25 de desembre de 1953                        | FC Barcelona | FC Barcelona 3 - 2 FK Austria Viena                                           | [ 11 ] [ 12 ]             |